# Tomás Carbonell
Tomás Carbonell Lladó (Barcellona, 7 agosto 1968) è un allenatore di tennis ed ex tennista spagnolo.

## Biografia

### Carriera tennistica
Carbonell inizia a giocare a tennis all'età di 10 anni. Nel 1985 vince, in singolare, il titolo juniores spagnolo e l'anno dopo, oltre a riconfermare il titolo vinto l'anno precedente, sempre in ambito juniores, conquista il titolo europeo e, in doppio, il Torneo di Wimbledon e gli US Open. Il 1987 è l'anno del suo ingresso nel circuito professionistico e del suo primo titolo in doppio, a Buenos Aires, in coppia con il connazionale Sergio Casal. Nel corso della sua carriera conquisterà 22 titoli in doppio (tutti sulla terra rossa), raggiungendo, come suo best ranking, il 22º posto della classifica ATP. In singolare Carbonell ottiene il suo primo titolo nel febbraio 1992, a Maceió, dopo una combattuta finale contro l'argentino Christian Miniussi, vincendo l'unica edizione del torneo. Vincerà in totale 2 titoli, raggiungendo la 40ª posizione del ranking ATP.
A partire dal 1997 Carbonell non disputa più incontri in singolare, concentrandosi completamente sul doppio. Nel 2001 riuscirà a conquistare il suo primo (e unico) titolo dello Slam in doppio misto, il Roland Garros, in coppia con Virginia Ruano Pascual. Nello stesso anno si ritira dal tennis professionistico.

## Statistiche

### Singolare

#### Vittorie (2)
| Legenda singolare                                           |
| Grande Slam (0)                                             |
| ATP World Tour Championships / Grand Slam Cup (0)           |
| ATP Super 9 / Masters Series (0)                            |
| ATP Championship Series / ATP International Series Gold (0) |
| ATP World Series / ATP International Series (2)             |

| Numero | Data            | Torneo                           | Superficie  | Avversario in finale | Punteggio         |
| 1.     | 9 febbraio 1992 | Maceió Open, Maceió              | Terra rossa | Christian Miniussi   | 7–6(12), 5–7, 6–2 |
| 2.     | 18 giugno 1996  | Grand Prix Hassan II, Casablanca | Terra rossa | Gilbert Schaller     | 7–5, 1–6, 6–2     |

#### Finali perse (2)
| Numero | Data           | Torneo                                        | Superficie  | Avversario in finale | Punteggio     |
| 1.     | 12 luglio 1992 | Swedish Open, Båstad                          | Terra rossa | Magnus Gustafsson    | 7–5, 5–7, 4–6 |
| 2.     | 20 giugno 1994 | Hypo Group Tennis International, Sankt Pölten | Terra rossa | Thomas Muster        | 6–4, 2–6, 4–6 |

### Doppio

#### Vittorie (22)
| Legenda singolare                                           |
| Grande Slam (0)                                             |
| ATP World Tour Championships / Grand Slam Cup (0)           |
| ATP Super 9 / Masters Series (0)                            |
| ATP Championship Series / ATP International Series Gold (1) |
| ATP World Series / ATP International Series (21)            |

| Numero | Data              | Torneo                                            | Superficie  | Compagno           | Avversari in finale                   | Punteggio        |
| 1.     | 29 novembre 1987  | ATP Buenos Aires, Buenos Aires (1)                | Terra rossa | Sergio Casal       | Jay Berger Horacio de la Peña         | walkover         |
| 2.     | 17 settembre 1989 | Madrid Tennis Grand Prix, Madrid (1)              | Terra rossa | Carlos Costa       | Francisco Clavet Tomáš Šmíd           | 7–5, 6–3         |
| 3.     | 1º ottobre 1989   | ATP Bordeaux, Bordeaux (1)                        | Terra rossa | Carlos Di Laura    | Agustín Moreno Jaime Yzaga            | 6–4, 6–3         |
| 4.     | 24 giugno 1990    | Hypo Group Tennis International, Genova           | Terra rossa | Udo Riglewski      | Cristiano Caratti Federico Mordegan   | 7–6, 7–6         |
| 5.     | 16 settembre 1990 | ATP Bordeaux, Bordeaux (2)                        | Terra rossa | Libor Pimek        | Mansour Bahrami Yannick Noah          | 6–3, 6–7, 6–2    |
| 6.     | 4 agosto 1991     | Austrian Open, Kitzbühel                          | Terra rossa | Francisco Roig     | Pablo Arraya Dmitrij Poljakov         | 6–7, 6–2, 6–4    |
| 7.     | 12 luglio 1992    | Swedish Open, Båstad                              | Terra rossa | Christian Miniussi | Christian Bergström Magnus Gustafsson | 6–4, 7–5         |
| 8.     | 11 ottobre 1992   | Athens Open, Atene                                | Terra rossa | Francisco Roig     | Marcelo Filippini Mark Koevermans     | 6–3, 6–4         |
| 9.     | 2 maggio 1993     | Madrid Tennis Grand Prix, Madrid (2)              | Terra rossa | Carlos Costa       | Luke Jensen Scott Melville            | 7–6, 6–2         |
| 10.    | 13 giugno 1993    | ATP Firenze, Firenze                              | Terra rossa | Libor Pimek        | Mark Koevermans Greg Van Emburgh      | 7–6, 2–6, 6–1    |
| 11.    | 14 novembre 1993  | ATP Buenos Aires, Buenos Aires (2)                | Terra rossa | Carlos Costa       | Sergio Casal Emilio Sánchez           | 6–4, 6–4         |
| 12.    | 26 marzo 1995     | Grand Prix Hassan II, Casablanca                  | Terra rossa | Francisco Roig     | Emanuel Couto João Cunha e Silva      | 6–4, 6–1         |
| 13.    | 16 giugno 1995    | ATP Oporto, Porto                                 | Terra rossa | Francisco Roig     | Jordi Arrese Àlex Corretja            | 6–3, 7–6         |
| 14.    | 23 luglio 1995    | Mercedes Cup, Stoccarda                           | Terra rossa | Francisco Roig     | Ellis Ferreira Jan Siemerink          | 3–6, 6–3, 6–4    |
| 15.    | 8 ottobre 1995    | Open de Tenis Comunidad Valenciana, Valencia (1)  | Terra rossa | Francisco Roig     | Tom Kempers Jack Waite                | 7–5, 6–3         |
| 16.    | 14 aprile 1996    | Estoril Open, Estoril (1)                         | Terra rossa | Francisco Roig     | Tom Nijssen Greg Van Emburgh          | 6–3, 6–2         |
| 17.    | 11 aprile 1999    | Estoril Open, Estoril (2)                         | Terra rossa | Donald Johnson     | Jiří Novák David Rikl                 | 6–3, 2–6, 6–1    |
| 18.    | 19 settembre 1999 | Open de Tenis Comunidad Valenciana, Maiorca (2)   | Terra rossa | Lucas Arnold Ker   | Alberto Berasategui Francisco Roig    | 6–1, 6–4         |
| 19.    | 1º ottobre 2000   | Campionati Internazionali di Sicilia, Palermo (1) | Terra rossa | Martín García      | Pablo Albano Marc-Kevin Goellner      | walkover         |
| 20.    | 18 febbraio 2001  | Movistar Open, Viña del Mar                       | Terra rossa | Lucas Arnold Ker   | Mariano Hood Sebastián Prieto         | 6–4, 2–6, 6–3    |
| 21.    | 25 febbraio 2001  | ATP Buenos Aires, Buenos Aires (3)                | Terra rossa | Lucas Arnold Ker   | Mariano Hood Sebastián Prieto         | 5–7, 7–5, 7–6(5) |
| 22.    | 30 settembre 2001 | Campionati Internazionali di Sicilia, Palermo (2) | Terra rossa | Daniel Orsanic     | Enzo Artoni Emilio Benfele            | 6–2, 2–6, 6–2    |

#### Finali perse (10)
| Numero | Data             | Torneo                                      | Superficie    | Compagno       | Avversari in finale                | Punteggio     |
| 1.     | 15 novembre 1987 | ATP San Paolo, San Paolo                    | Terra rossa   | Sergio Casal   | Gilad Bloom Javier Sánchez         | 3-6, 7-6, 4-6 |
| 2.     | 11 novembre 1990 | ATP Itaparica, Itaparica                    | Terra rossa   | Marcos Górriz  | Mauro Menezes Fernando Roese       | 6-7, 5-7      |
| 3.     | 30 ottobre 1994  | Movistar Open, Santiago                     | Terra rossa   | Francisco Roig | Karel Nováček Mats Wilander        | 6–4, 6–7, 6-7 |
| 4.     | 13 novembre 1994 | ATP Buenos Aires, Buenos Aires              | Terra rossa   | Francisco Roig | Sergio Casal Emilio Sánchez        | 3–6, 2–6      |
| 5.     | 12 febbraio 1995 | Dubai Tennis Championships, Dubai           | Cemento       | Francisco Roig | Grant Connell Patrick Galbraith    | 2-6, 6-4, 3-6 |
| 6.     | 5 marzo 1995     | ABN AMRO World Tennis Tournament, Rotterdam | Sintetico (i) | Francisco Roig | Martin Damm Anders Järryd          | 3-6, 2-6      |
| 7.     | 31 marzo 1996    | Grand Prix Hassan II, Casablanca            | Terra rossa   | Francisco Roig | Jiří Novák David Rikl              | 6–7, 3-6      |
| 8.     | 21 luglio 1996   | Mercedes Cup, Stoccarda                     | Terra rossa   | Francisco Roig | Libor Pimek Byron Talbot           | 2-6, 7-5, 4-6 |
| 9.     | 22 febbraio 1998 | European Community Championship, Anversa    | Cemento (i)   | Francisco Roig | Wayne Ferreira Evgenij Kafel'nikov | 5-7, 6-3, 2-6 |
| 10.    | 25 ottobre 1998  | Grand Prix de Tennis de Lyon, Lione         | Sintetico (i) | Francisco Roig | Olivier Delaître Fabrice Santoro   | 2–6, 2-6      |